# Вілладс Нільсен
Вілладс Шмідт Нільсен (дан. Villads Schmidt Nielsen, нар. 29 січня 2005, Фарум, Данія) — данський футболіст, центральний захисник норвезького клубу «Буде-Глімт».

## Ігрова кар'єра

### Клубна
Вілладс Нільсен є вихованцем клубної академії данського «Норшелланна», де він провів дев'ять років, граючи за юнацькі клубні команди. В березні 2024 року футболіст перебрався до Норвегії, де приєднався до складу чинного чемпіона країни «Буде-Глімт», з яким підписав контракт до літа 2028 року.
Першу офіційну гру в новій команді Нільсен провів 9 квітня в кубковому поєдинку проти «Бреннейсунд». В чемпіонаті країни захисник дебютував лише 10 серпня, коли вийшов на заміну в матчі проти «Вікінга». Восени 2024 року Нільсен грав у складі «Буде-Глімт» в матчах лігового етапу Ліги Європи. 23 жовтня у матчі проти португальської «Браги» Нільсен забив переможний гол на останній хвилинах матчу.

### Збірна
З 2023 року Вілладс Нільсен виступає за юнацькі збірні Данії.

## Титули
Буде-Глімт
 Чемпіон Норвегії: 2024